# سرخسية لسانية
سرخسية لسانية (الاسم العلمي: Glossopteridaceae)، وهي فصيلة منقرض من النباتات التي تنتمي إلى السرخسيات البذرية.